# Chiesa di Sant'Anna, Gesù e Maria
La chiesa di Sant'Anna, Gesù e Maria è la parrocchiale di Bacoli, in città metropolitana di Napoli e diocesi di Pozzuoli; fa parte della forania di Bacoli e Monte di Procida.

## Storia
Nel territorio di Bacoli fino al termine del XVII secolo risultavano esistere solo due cappelle, di cui una ubicata in località Miseno e l'altra, invece, non lontano dalla Villa Scalera; entrambe erano sussidiarie della parrocchia di Santa Maria delle Grazie di Pozzuoli.
Nel 1688 il vescovo di Pozzuoli Domenico Maria Marchesi, constatando lo sviluppo demografico del borgo, prese la decisione di farvi costruire una nuova chiesa; i lavori subirono un'interruzione nel 1692 alla morte del presule, per poi essere ripresi a partire dal 1696
Il luogo di culto venne elevato al rango di parrocchiale il 13 febbraio del 1700 con decreto del vescovo Giuseppe Falces; nel 1783 il vescovo Gerolamo Landolfi inaugurò il nuovo organo.
Il 1º luglio 1906, durante un fortissimo temporale, la parrocchiale fu colpita da una folgore la quale causò un incendio che distrusse la struttura; già circa due settimane dopo iniziò la ricostruzione della chiesa, che fu ultimata nel 1915.
In seguito all'evento sismico del 1980, l'edificio venne interessato da un intervento consolidamento, portato a termine nel 1982.
Nel 1993 fu eseguito l'adeguamento liturgico mediante l'aggiunta dell'ambone, realizzato adoperando materiali provenienti dal pulpito, che era stato rimosso.
Tra il 2000 e il 2004 la parrocchiale fu oggetto di alcuni lavori di rinforzo e di restauro.

## Descrizione

### Facciata
La facciata della chiesa, rivolta a sudovest, presenta centralmente il portale d'ingresso, sormontato dal frontoncino spezzato e da una statua con soggetto Sant'Anna, ed è scandita da lesene e semicolonne sorreggenti la trabeazione con fregio liscio e il timpano triangolare, affiancato da balaustre.
Annesso alla parrocchiale è il campanile a base quadrata, la cui cella presenta su ogni lato una serliana protetta da balaustra ed è coronata dalla cupola poggiate sul tamburo.

### Interno
L'interno dell'edificio si compone di tre navate, coperte da soffitti piani a lacunari e cassettoni e separate da colonne scanalate terminanti con capitelli ionici, sopra cui si impostano degli archi a tutto sesto; al termine dell'aula si sviluppa il presbiterio, rialzato di due gradini e ospitante l'altare maggiore.
Qui sono conservate diverse opere di pregio, tra le quali i due altari laterali della Madonna del Rosario e del Santissimo Crocifisso, la tela raffigurante l'Arcangelo San Raffaele, dipinta da Ernesto Tatafiore, e la statua con soggetto Sant'Anna.